# Burgruine Konstein
Die Burgruine Konstein ist die Ruine einer Felsenburg auf dem 427 m hohen Felskegel „Chunstein oder Chunenstein“ im Ortsteil Konstein der Gemeinde Wellheim im Landkreis Eichstätt in Bayern.

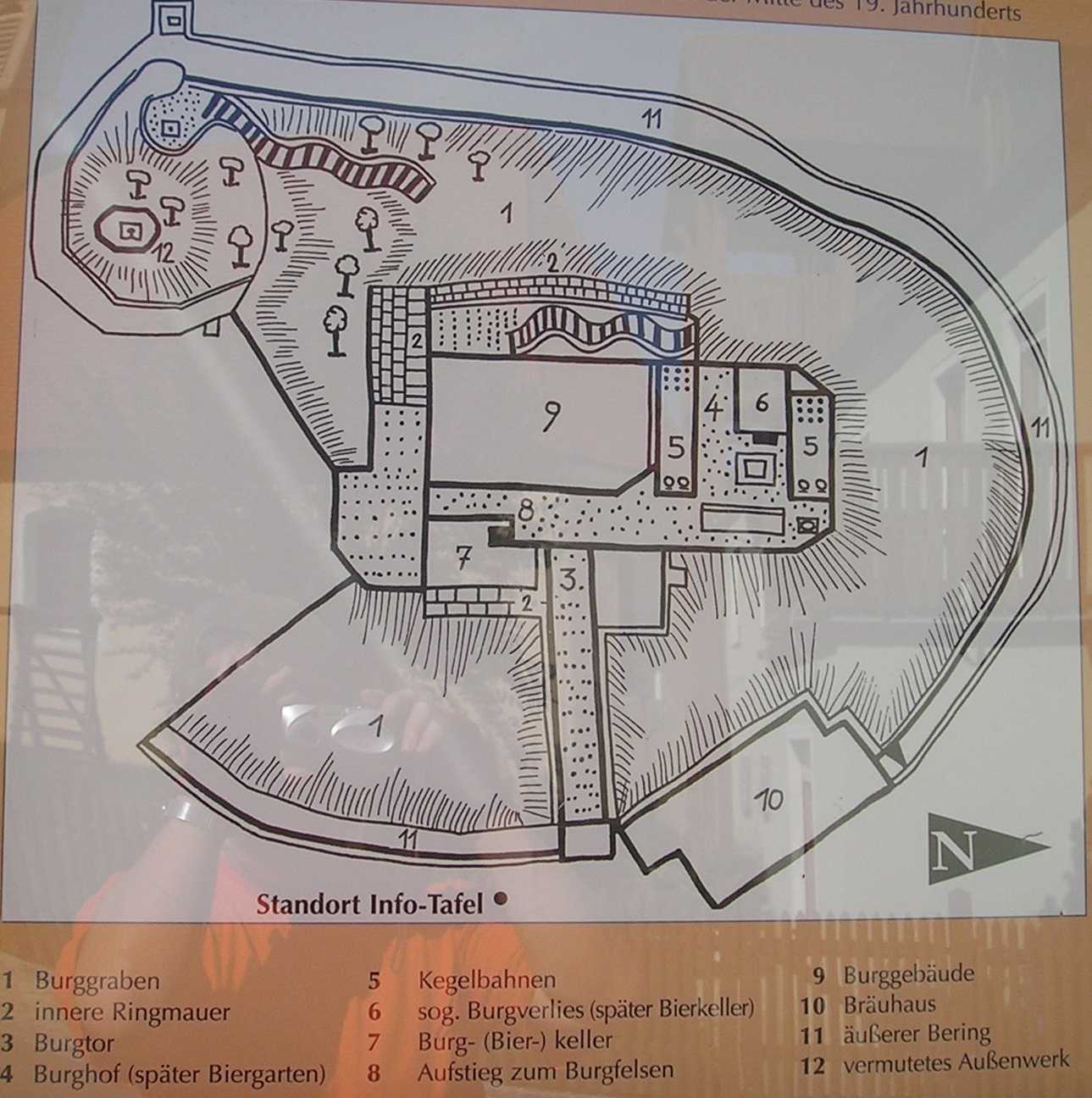
Grundriss der Burg Konstein

## Geschichte
Der Name der Burg geht auf den 1186 erstmals genannten Edelfreien Kuno von Stein zurück.
Die Burg wird 1256 erstmals als solche genannt und diente zum Schutz der Ostgrenze der Grafschaft Lechsgemünd-Graisbach gegenüber der Grafschaft Hirschberg. 1289 ist ein Ritter Heinrich von Muhr von Chunenstein Burgbesitzer und Leheninhaber. Er verfügte über weiteren Besitz, denn 1302 verkaufte er „Breid“ (= Preith) an den Eichstätter Bischof Konrad II. 1329 trägt eine Urkunde die Zeugenunterschrift von Ulrich von Muor, genannt von Kunstein. 1345 erhielt der im Erbwege nunmehrige Burgherr von Konstein, der Ritter Ulrich Willprant von Parkstein und zu Kösching, von Kaiser Ludwig dem Bayern das Privileg der hohen Gerichtsbarkeit sowie für den Ort das Befestigungsrecht, von dem kein Gebrauch gemacht wurde, und 1347 auch den Wildbann. Seine Witwe heiratete Kuno von Laiming, der 1351 die Burg den bayerischen Herzögen verschrieb. Im Rahmen von Ausgleichsverhandlungen erhielt 1362 Burkhard von Seckendorff Burg und Ort zur Hälfte. Dessen Tochter, verehelicht mit dem Edelknecht Eberhard Schenk von Rosenberg, verkaufte 1385 den ganzen Besitz an die Herzöge von Bayern, die ihrerseits an Hans Hausner verpfändeten (bis 1457).
Im Landshuter Erbfolgekrieg (1503–1505) war Konstein ein halbes Jahr von Bundestruppen besetzt, wurde dann vom Pfalzgrafen Ruprecht eingenommen, der die Burg 1505 zerstörte. 1506 wurde die Burg dem Küchenschreiber des Bayernherzogs Friedrich, Willpold Pöll, für Verdienste überlassen. 1515 wiederaufgebaut, richtete der Bauernkrieg 1525 neue Zerstörungen an; erst nach 1540 wurde die Burg vom neuen Besitzer, dem Pfalzgrafen Ottheinrich, wieder errichtet.
Im Dreißigjährigen Krieg erlebte Konstein mehrere Plünderungen, die Burg wurde unbewohnbar und diente fortan nur noch als Steinbruch. Heute ist sie bis auf Ringmauerreste und das restaurierte rundbogige Burgtor abgetragen. Der Burggraben ist mit Schlacken der Glashütte teilweise verschüttet.
1795 wurde die Burgruine nebst Gärten, Brauhaus und Glashütte an den Öttingisch-Spielbergischen Rat Johann Edmund von Ruösch verkauft, der 1802 den Besitz an den Reichsgrafen Jakob von Pestalozza weiter veräußerte und dieser wiederum 1810 an den Grafen August von Reisach zu Kempten. 1813 kam der größte Teil dieses Besitzes an den Konsteiner Brauer Zinsmeister, der die Vorburg als Bräukeller nutzte.

## Beschreibung

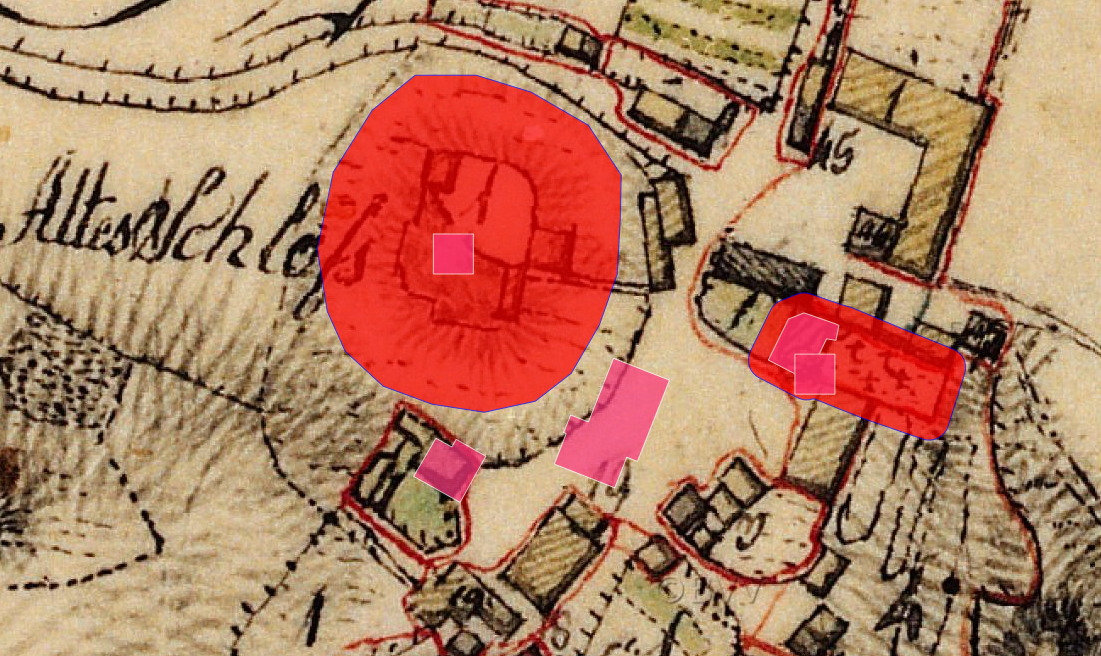
Lageplan von Burgruine Konstein auf dem Urkataster von Bayern

Die Burg befindet sich auf einem Hügel 90 m westlich der Evang.-Luth. Apostelkirche (früher St. Aegidius) von Konstein.
Von der ehemaligen dreistöckigen, turmartigen Kernburg sind nur noch wenige Mauerreste erhalten. Die am Nordfuß des Felsens angelegte Vorburg zeigt ein drei bis vier Meter hohes Stück des Westberings, ein Kellergewölbe sowie im Osten das restaurierte rundbogige Burgtor und einen weiteren tonnengewölbten Keller. Der Burggraben ist überbaut. Die 1338 durch den Ritter Ulrich Wilbrant gestiftete außerhalb gelegene Burgkapelle St. Ägidius wurde im 16. Jahrhundert zur Kirche erweitert und dient seit 1960 als Apostelkirche der evangelischen Gemeinde. An der Burgstelle befindet sich eine Informationstafel.
Die Anlage ist unter der Aktennummer D-1-76-166-23 als denkmalgeschütztes Baudenkmal von Konstein verzeichnet. Ebenso wird sie als Bodendenkmal unter der Aktennummer D-1-7132-0111 im Bayernatlas als „mittelalterliche Burg“ geführt.